# Hronsek
Hronsek (węg. Garamszeg, niem. Granseck) – rolnicza wieś (obec) w Kotlinie Zwoleńskiej, niespełna 11 kilometrów na południe od Bańskiej Bystrzycy na Słowacji.

## Historia
Hronsek leży w szerokiej dolinie Hronu, a jego zabudowania znajdują się prawie w całości na lewym (wschodnim) brzegu rzeki. Początki osadnictwa na tym terenie sięgają prawdopodobnie połowy XIII w. Za zasługi w walkach z najazdem tatarskim węgierski król Bela IV darował te ziemie ówczesnemu żupanowi zwoleńskiemu Radunowi Oszlarowi. Nadanie to z 1250 r. jest pierwszym dokumentem dotyczącym tych ziem. Być może osiadł tu z czasem Gala, wnuk Raduna, co może znajdować potwierdzenie w jednej ze starszych nazw Hronseka – Galowycz.
Pierwsze wzmianki pisemne o Hronseku, pod nazwą Zyklafalu, pochodzą z 1500 r. Kolejne nazwy wsi brzmiały: Czwiklafalwa, Czwiklina (1506), Galowyczfalwa (1514), Galowycz (1515), Czwyklina (1522), Galfalwa (1558), Garanzegh (1565), Cwklina (1572), Garamsseg (1786), Hronec (1808), Hronsek-Skalka (1920), Garansek (1927) i wreszcie dzisiejszy Hronsek (1946).
W herbie wsi znajduje się tratwa z dwoma wiosłami, co ma świadczyć o tym, że w przeszłości mieszkańcy Hronseka trudnili się flisactwem. Poza tym zajmowali się rolnictwem i hodowlą. W 1944 r. wieś została zelektryfikowana. Od 1976 r. działa wodociąg, a od 1996 r. cała wieś jest zgazyfikowana. W 1979 r. Hronsek został włączony w granice Bańskiej Bystrzycy. Samodzielną wsią jest znów od 1 stycznia 1993 r.
W Hronseku urodził się Ondrej Braxatoris (1772–1848), historyk i pedagog, ojciec poety Andreja Sládkoviča. Tu również w latach 1855–1874 pracował ewangelicki duchowny, kompozytor pieśni religijnych oraz działacz kulturalno-oświatowy epoki „szturowskiej” August Horislav Krčméry (1822–1891).
Hronsek znany jest obecnie jako miejsce, w którym znajduje się kilka cennych zabytków architektury, w tym jeden z kilku zaledwie zachowanych na Słowacji tzw. kościołów artykularnych.

## Kościół artykularny z 1725 roku

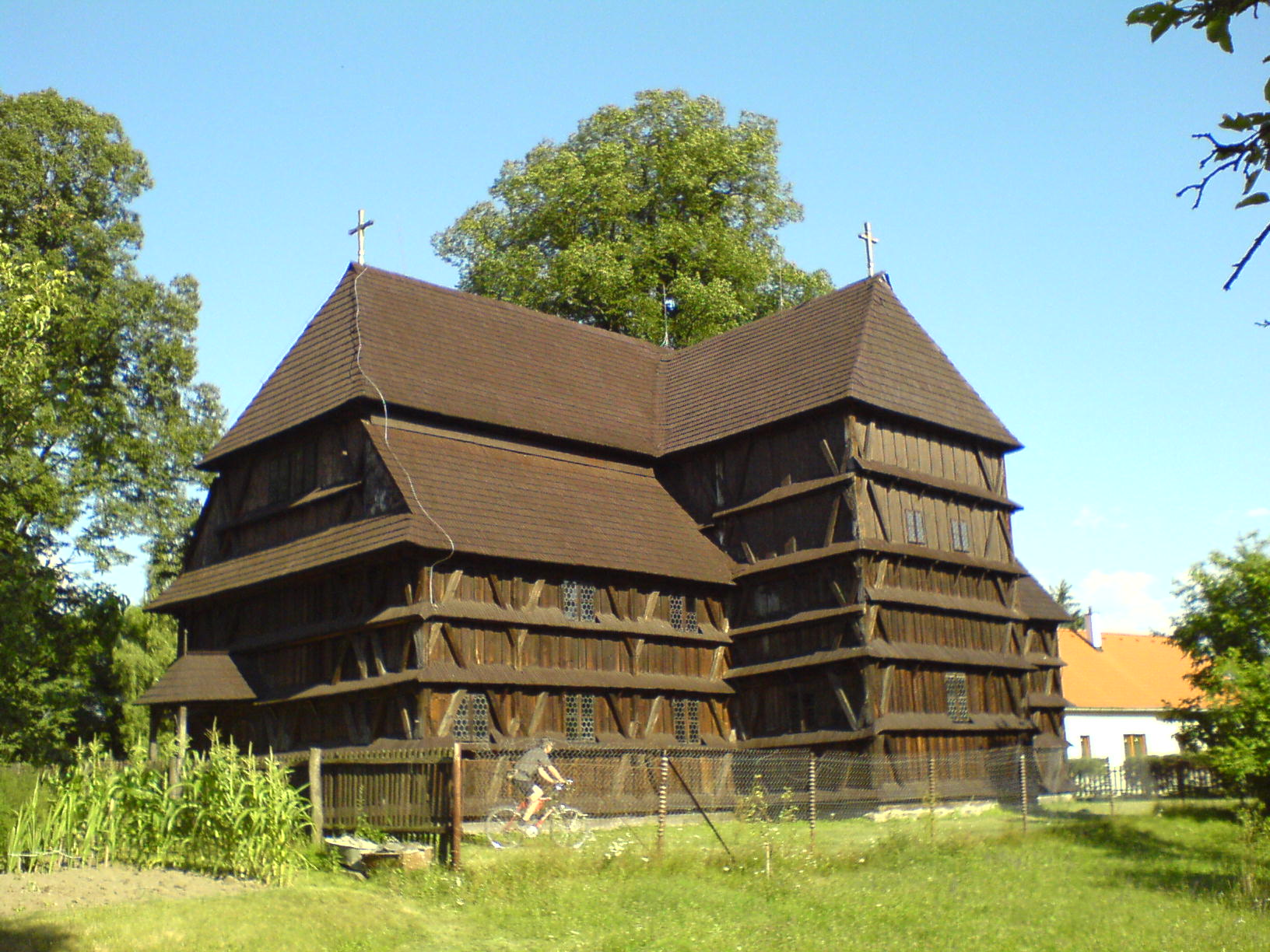
Kościół artykularny

Kościół artykularny z 1725 roku jest jednym z pięciu tego typu zabytków na Słowacji. Wraz ze znajdującą się w pobliżu barokową dzwonnicą został w dniu 7 lipca 2008 roku wpisany na listę światowego dziedzictwa UNESCO.
Obok kościoła rosną cztery 200-250-letnie lipy drobnolistne, wysokie na 20-25 m, o obwodach pni w pierśnicy od 230 do 480 cm. Jako pomnik przyrody (słow. Lipy pri Hronseckom kostolíku) podlegają ochronie od 1969 r.

## XVI-wieczny renesansowy dwór obronny

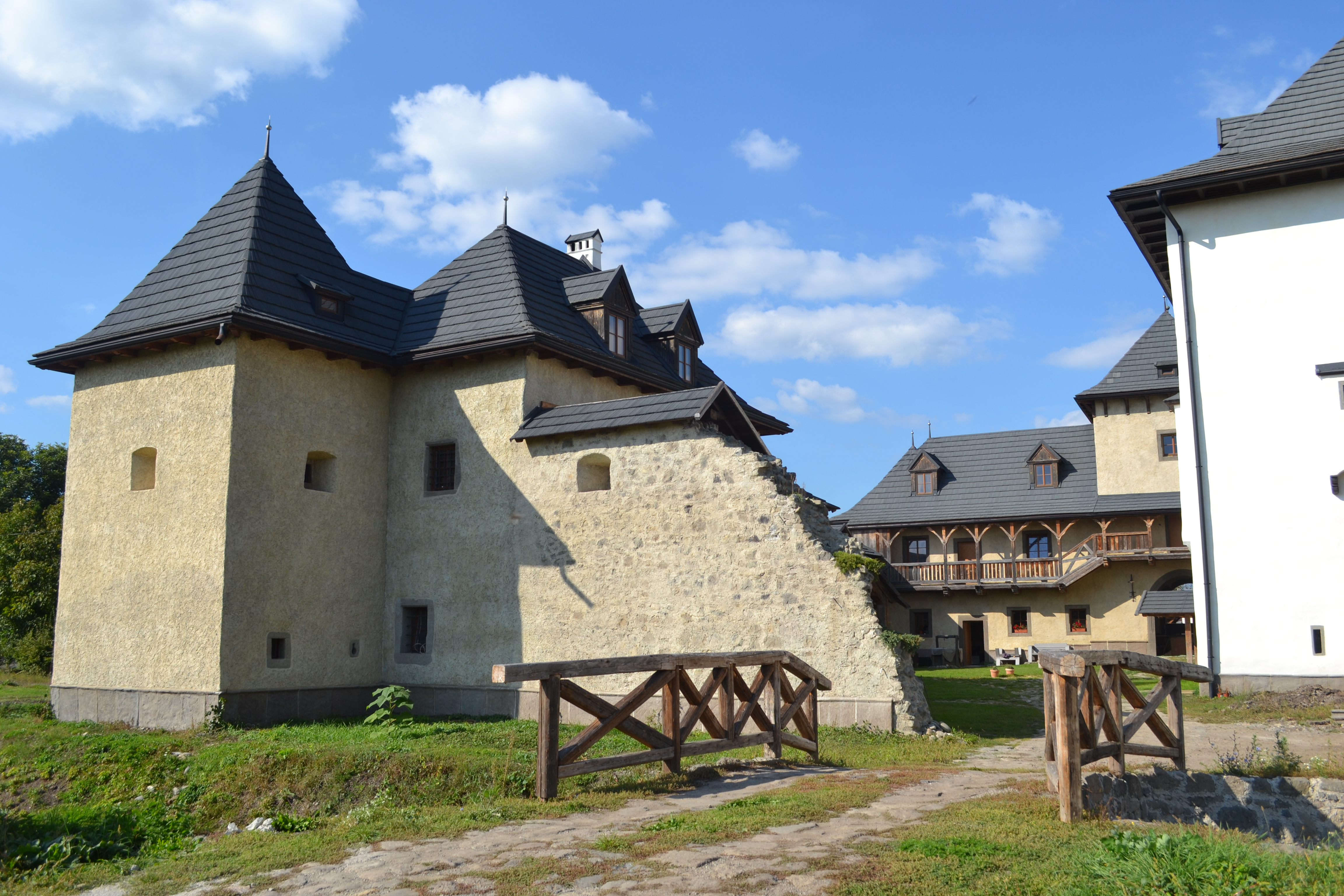
Dwór obronny po remoncie

Wzniosły go w XV w. rody Prokopów i Soósych jako budowlę późnogotycką. Przebudowany w 1576 r., już w duchu renesansu, miał stanowić punkt obrony przed zbliżającą się nawałą turecką. Otoczony był murami obronnymi z czterema basztami, wokół których biegła niegdyś fosa, a dostęp do wnętrza zapewniał most zwodzony. W czasie antyhabsburskiego powstania Rakoczego działała w nim rzekomo powstańcza mennica. Przebudowy z XVIII i XIX w. nie zmieniły wiele w kształcie i dyspozycji budowli.
Budowla jest piętrowa, na planie prostokąta. Zachowany został pierwotny podział fasady i szereg detali, w tym datowanie „1576” w jednym z renesansowych okien. W przyziemiu zachowane szczerbinowe i kluczowe strzelnice, pod młodszymi warstwami tynku starsza dekoracja sgraffitowa. We wnętrzach zachowana dyspozycja typu sieniowego z bogato zdobionymi sieciowymi sklepieniami i renesansowymi ozdobami stiukowymi. Oprócz tego zachowany szereg detali architektonicznych gotyckich i renesansowych (kominki, portale drzwiowe i okienne, kraty itp.). W wielkiej sieni późnogotyckie i renesansowe malowidła.
W kasztelu mieszkał Zsigmond Geczy, ojciec Juliany Korponayovej-Geczyovej, znanej jako Lewoczska Biała Dama (słow. Levocska biela pani), co opisuje w swej powieści Mór Jókai.
Kasztel przez długi czas pozostawał w ruinie, w ostatnich latach poddany został gruntownej renowacji. Aktualnie (maj 2017 r.) ukończono 95% prac renowacyjnych i wkrótce obiekt ma zostać udostępniony do zwiedzania. W odrestaurowanym kasztelu umiejscowiono m.in. salę konferencyjną, restauracje oraz piwniczkę z winami.

## Barokowy pałac Géczych

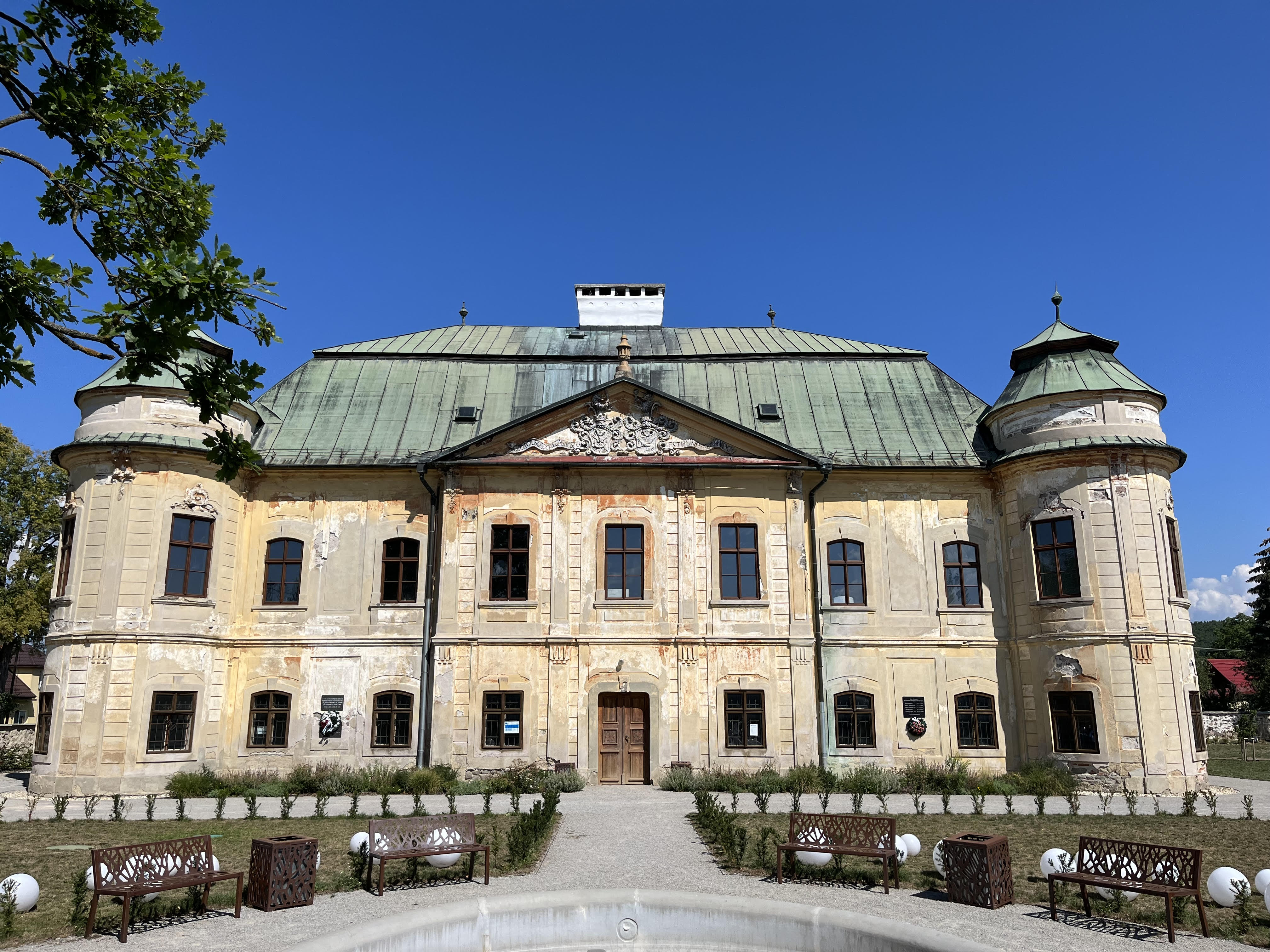
Pałac Géczych (2022)

Pałac (zwany tu kasztelem) Géczych stoi w samym środku wsi. Pochodzi z 1775 r. Barokowy, parterowy z narożnymi wieżami – alkierzami, zwieńczonymi ostrosłupowymi daszkami, posiada interesującą rokokową fasadę z nazwiskami i herbami dawnych właścicieli. Przebudowy z XIX i XX w. dotyczyły głównie wnętrz. Dyspozycja trójtraktowa z załamanymi schodami. W starszych pomieszczeniach ładne sklepienia, w pomieszczeniach przebudowywanych – płaskie stropy. Wnętrza zajmują przedszkole i szkoła podstawowa.
Kasztel otacza niewielki park. Koło kasztelu rośnie stara lipa drobnolistna (pomnik przyrody – słow. Lipa pri Hronseckom kaštieli): 250-letnie drzewo ma wysokość 26 m i obwód pnia w pierśnicy 520 cm. Ochronie podlega od 1984 r.